# Bingham Ray
Bingham Ray (* 1. Oktober 1954 in New York City; † 23. Januar 2012 in Park City, Utah) war ein US-amerikanischer Filmemacher und Mitbegründer des Filmverleihs October Films.

## Leben
Bingham Ray begann seine Karriere im Filmgeschäft bei dem US-amerikanischen Filmverleih United Studios. Dort war er für das Booking von Kinofilmen zuständig und wurde von Arthur Krim für die Produktion provokativer, aber auch profitabler Kinofilme sensibilisiert.
1991 wurde der Independentverleih October Films von Ray und Jeff Lipsky gegründet. Das Unternehmen war eine angesehene Anlaufstelle für Filmschaffende. 1997 übernahm Universal Pictures 51 % der Anteile. Ziel des Hollywood-Majors war die Schaffung eines eigenen Independent-Labels. October Films wurde nach dem Kauf von PolyGram durch Universal Pictures mit dessen nordamerikanischen Verleih Gramercy Pictures verschmolzen. Barry Diller übernahm das neue Unternehmen 1999 durch sein USA Networks und benannte es in USA Films um. 2002 wurde USA Films von Universal Pictures wieder zurückgekauft und mit dem Filmunternehmen Good Machine zu Focus Features zusammengeführt.
Ab dem 1. September 2001 war Ray Präsident des Filmunternehmens United Artists. Er war für die Akquisition der Kinofilme Bowling for Columbine, Osama und Pieces of April – Ein Tag mit April Burns zuständig. Beide Filme wurden Oscar-prämiert. Neben dem Ankauf fremder Produktionen engagierte sich Ray mit der United Artists auch in der Produktion eigener Kinofilme. Daraus entstand zum Beispiel der erfolgreiche Kinofilm Ghost World. Doch die kostspieligen Produktionen Nicolas Nickleby und City of Ghosts konnten die in sie gesetzten Erwartungen nicht erfüllen.
Bingham Ray schuf und vertiefte während seiner Präsidentschaft der United Artists die Zusammenarbeit mit Francis Ford Coppolas American Zoetrope, Greene Street Films, Michael Stipes Produktionsfirma Single Cell Films, Michael Winterbottoms Revolution Films und Crossroad Films.
Nach Differenzen mit seinen Vorgesetzten bei Metro-Goldwyn-Mayer, der Mutterfirma von United Artists – Chris McGurk und MGM-Chef Alex Yemenidjian – verließ Ray im September 2004 die United Artists. Zum einen stritt man sich über die Ausrichtung des Independent-Labels und zum anderen führte die unterschiedliche Handhabung des Boykotts der Verteilung von Filmkopien an die Mitglieder der Filmpreisverleihung Oscar zur Beendigung der Zusammenarbeit.

### Tod
Ray verstarb während des Sundance Film Festival 2012 in Park City am 23. Januar 2012, wo er als Executive Direktor der San Francisco Film Society arbeitete.